# Oreaeschna dictatrix
Oreaeschna dictatrix är en trollsländeart som beskrevs av Maurits Anne Lieftinck 1937. Oreaeschna dictatrix ingår i släktet Oreaeschna och familjen mosaiktrollsländor. Inga underarter finns listade i Catalogue of Life.